# Polarfuchs (Schiff)
Die Polarfuchs ist ein deutsches Forschungsboot. Eigner ist die Bundesrepublik Deutschland, vertreten durch das Bundesministerium für Bildung und Forschung. Betrieben wird das Schiff vom GEOMAR Helmholtz-Zentrum für Ozeanforschung Kiel, die Bereederung erfolgt durch die RF Forschungsschiffahrt GmbH in Bremen.

## Geschichte
Das Boot wurde 1982 auf der Fassmer-Werft in Berne-Motzen als Laborbeiboot für das Forschungsschiff Polarstern gebaut. Die Kiellegung fand im April, Stapellauf und Fertigstellung des Bootes im Oktober 1982 statt. 1996 wurde das Boot dann aber von Bord genommen und durch ein modernes Boot ersetzt, da es sich bei Seegang nur schwer aussetzen ließ und es nicht mehr den Erfordernissen an ein modernes Rettungsboot entsprach. Auch war der Aluminium-Rumpf für Arbeiten im Eis nicht tauglich.

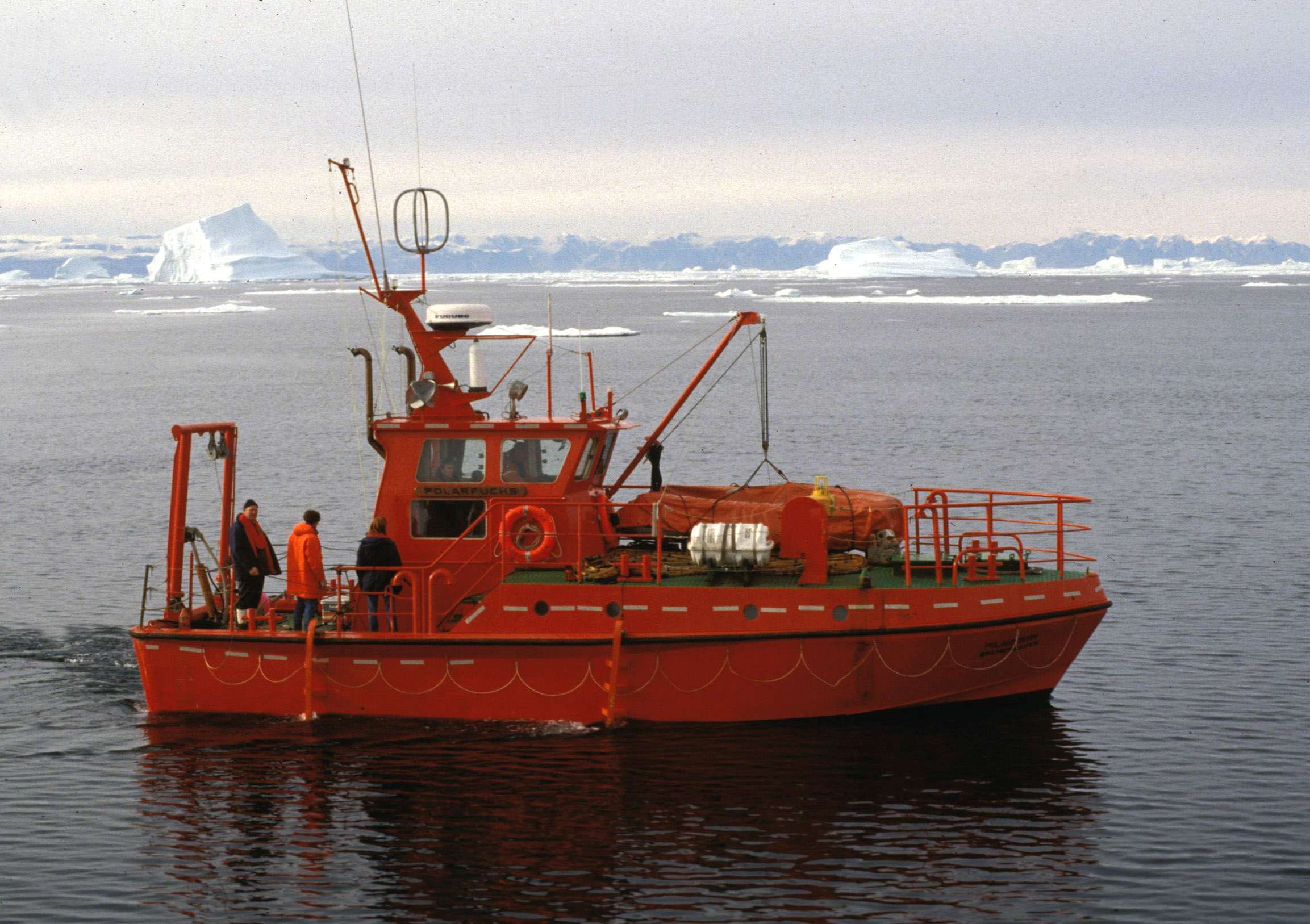
Die Polarfuchs als Beiboot der Polarstern 1994 in Grönland

1997 kam die Polarfuchs als Ersatz für die 1966 gebaute Barkasse Sagitta zum Institut für Meereskunde Kiel (mit dem jetzigen Nachfolgeinstitut GEOMAR), nachdem sie im Januar des Jahres für die neue Aufgabe im küstennahen Bereich der Ostsee umgebaut worden war.

## Beschreibung
Das Boot, das einen Aktionsradius von 60 Seemeilen hat, wird hauptsächlich für die marinökologische Forschung und Lehre in den Gewässern der schleswig-holsteinischen Ostseeküste eingesetzt (Kieler Förde, Eckernförder und Lübecker Bucht, in der Schlei und um Fehmarn). Es verfügt u. a. über einen Heckgalgen sowie einen Ladebaum auf dem Vorschiff sowie einen Mehrzweck-Laborraum.
Angetrieben wird das Boot von zwei Viertaktmotoren mit jeweils 57 kW Leistung von Daimler-Benz. Die Motoren wirken auf je einen Propeller.

## Sonstiges
Das GEOMAR betreibt außer dem Forschungsboot Polarfuchs auch das Forschungsschiffe Alkor und den Forschungskutter Littorina.